# Morwa drzewo
Morwa drzewo – drugi studyjny album polskiej grupy hip-hopowej Mor W.A., który został wydany 26 października 2002 roku nakładem wytwórni BAZA Lebel.
Na płycie znajduje się 15 utworów. Wśród gości pojawili się między innymi Soundkail, Karolina Ross, Juras (WSP) czy Młody Łyskacz. Album dotarł do 34. miejsca notowania OLiS.

## Lista utworów
Opracowano na podstawie materiału źródłowego.
1. „Życia symbol (Wprowadzenie)” (produkcja: Mor W.A., Waco, miksowanie: Waco, mastering: Jacek Gawłowski) – 0:48
2. „Morwa drzewo” (gitara basowa, miksowanie: Waco, produkcja: Wigor, mastering: Jacek Gawłowski) – 2:43
3. „Perpetuumobile” (gitara basowa: Piotrek Mossakowski, produkcja: Kocioł, Wigor, miksowanie: Waco, mastering: Jacek Gawłowski) – 4:07
4. „Hermetyk” (gitara basowa, produkcja, miksowanie: Waco, mastering: Jacek Gawłowski) – 4:23
5. „Pożyjemy, zobaczymy” (produkcja: Kocioł, Wigor, scratche: DJ Mini, miksowanie: Waco, mastering: Jacek Gawłowski) – 3:13
6. „Czysty doping” (gitara basowa: Piotrek Mossakowski, produkcja: Wigor, miksowanie: Waco, mastering: Jacek Gawłowski) – 4:11
7. „Widzę świat” (gitara basowa, gitara, miksowanie: Waco, produkcja: Wigor, Łyskacz) – 4:37
8. „My to my” (produkcja, miksowanie: Waco, scratche: DJ Mini, mastering: Jacek Gawłowski) – 4:19
9. „Radomskit (W środku nocy)” (produkcja: Radom, miksowanie: Waco, mastering: Jacek Gawłowski) – 2:05
10. „Żywioły” (gitara basowa: Piotrek Mossakowski, produkcja: Kocioł, gościnnie: Młody Łysy, Puma, scratche: DJ Mini, miksowanie: Waco, mastering: Jacek Gawłowski) – 4:11
11. „Zdrowe zmysły” (produkcja: Waco, Wigor, gościnnie: WSP, miksowanie: Waco, mastering: Jacek Gawłowski) – 5:17
12. „Człowiekiem jestem” (produkcja: Kocioł, scratche: DJ Mini, miksowanie: Waco, mastering: Jacek Gawłowski) – 4:55
13. „Talenty” (produkcja: Doltz, Reego, gościnnie: Svaras, Karolina Ross, miksowanie: Waco, mastering: Jacek Gawłowski) – 4:27
14. „Ciesz się tym co masz” (produkcja: Doltz, Reego, gościnnie: Soundkail, miksowanie: Waco, mastering: Jacek Gawłowski) – 4:43
15. „Tam i z powrotem” (produkcja: Mor W.A., Waco, gościnnie: Lui, scratche: DJ Mini, miksowanie: Waco, mastering: Jacek Gawłowski) – 5:43